# Дюбуа, Жак
Жак Дюбуа́ (Иа́ков Си́львий) (фр. Jacques Dubois, лат. Jacobus Sylvius; 1478—1555) — французский врач, анатом и грамматист. Автор большого числа трактатов по анатомии, комментариев к сочинениям Парацельса и Галена, а также первой грамматики французского языка, напечатанной во Франции.
Изначально Дюбуа посвятил себя изучению математики и языков, следуя примеру своего старшего брата Франсиса, который занимал должность профессора красноречия в парижском колледже Турнэ. Однако, решив, что эти занятия давали мало толку, он забросил их и занялся медициной. Дюбуа получил степень доктора медицины в университете Монпелье в уже весьма зрелом возрасте (51 год), после чего вернулся в Париж, чтобы преподавать курс анатомии. Сначала он читал анатомию в колледже Тринке, а в 1550, после того, как Видус Видиус переехал в Италию, сменил его на посту профессора хирургии Королевского колледжа. Эту должность Дюбуа занимал вплоть до самой смерти.
Дюбуа практически не занимался самостоятельными исследованиями в области медицины. Его сочинения, равно как и его лекции, представляли собой комментарии к трудам авторов прошлого — Парацельса и в особенности Галена, которым Дюбуа всячески восхищался. При этом он не только не искал новых открытий, но и не стремился к исправлению ошибок своих предшественников. По свидетельству Везалия, который был учеником Дюбуа, последний предпочитал комментировать классиков, вместо того, чтобы разбирать со студентами конкретные медицинские случаи; в анатомическом театре демонстрации проводились преимущественно на трупах собак, и ученикам Дюбуа приходилось тайно добывать трупы с городских кладбищ, чтобы обеспечить себе минимальный уровень познаний в практической анатомии. Позже некоторые авторы отмечали, что Везалий был излишне строг к своему учителю: в то время использование человеческих трупов в качестве наглядного материала на занятиях по анатомии действительно не было ещё повсеместно распространено.
Носил звание профессора медицины Парижского университета.
Иногда Дюбуа приписывают изобретение инъекции, на основании того, что этот способ введения лекарства упоминается в одном из его трактатов. Однако, по всей видимости, Дюбуа ничего в действительности не добавил к тому, что уже было известно французским врачам в этой области.
В 1531 Дюбуа написал «In linguam gallicam Isagoge» — первую грамматику французского языка, напечатанную во Франции, в ответ на призыв книгоиздателя Жоффруа Тори (1529) подвести французский язык под контроль правил. Грамматика не имела успеха, и автор при жизни оставался известен благодаря своим медицинским сочинениям.
«Isagoge» Дюбуа состояла из двух частей: Etymologica, в которой была предпринята первая грубая попытка проследить соответствия между буквами латыни и звуками французского языка, и Grammatica latino-gallica, представлявшая собой инвентарь французских слов и конструкций, которые следовало использовать при переводе с латыни. Дюбуа полагал, что правила французской грамматики невозможно было вывести из современного ему употребления, которое он рассматривал как «нечистое»; вместо этого их предлагалось выявить, сравнивая французский с более престижными классическими языками.
Дюбуа был носителем пикардийского диалекта, который он считал более древним и близким к латинскому образцу. Поэтому он включил в своё сочинение большое количество пикардизмов, за что его Isagoge нещадно критиковалась в последующих французских грамматиках.
Жака Дюбуа (Jacobus Sylvius) не следует смешивать с Франциском (де ла Боэ) Сильвием (Franciscus Sylvius), голландским химиком и врачом XVII века, основателем школы ятрохимии.